# Coenonympha amyntas
Coenonympha amyntas is een vlinder uit de onderfamilie Satyrinae van de familie Nymphalidae. De wetenschappelijke naam van de soort is voor het eerst geldig gepubliceerd in 1761 door Nicolaus Poda von Neuhaus.